# Golfo de Bone

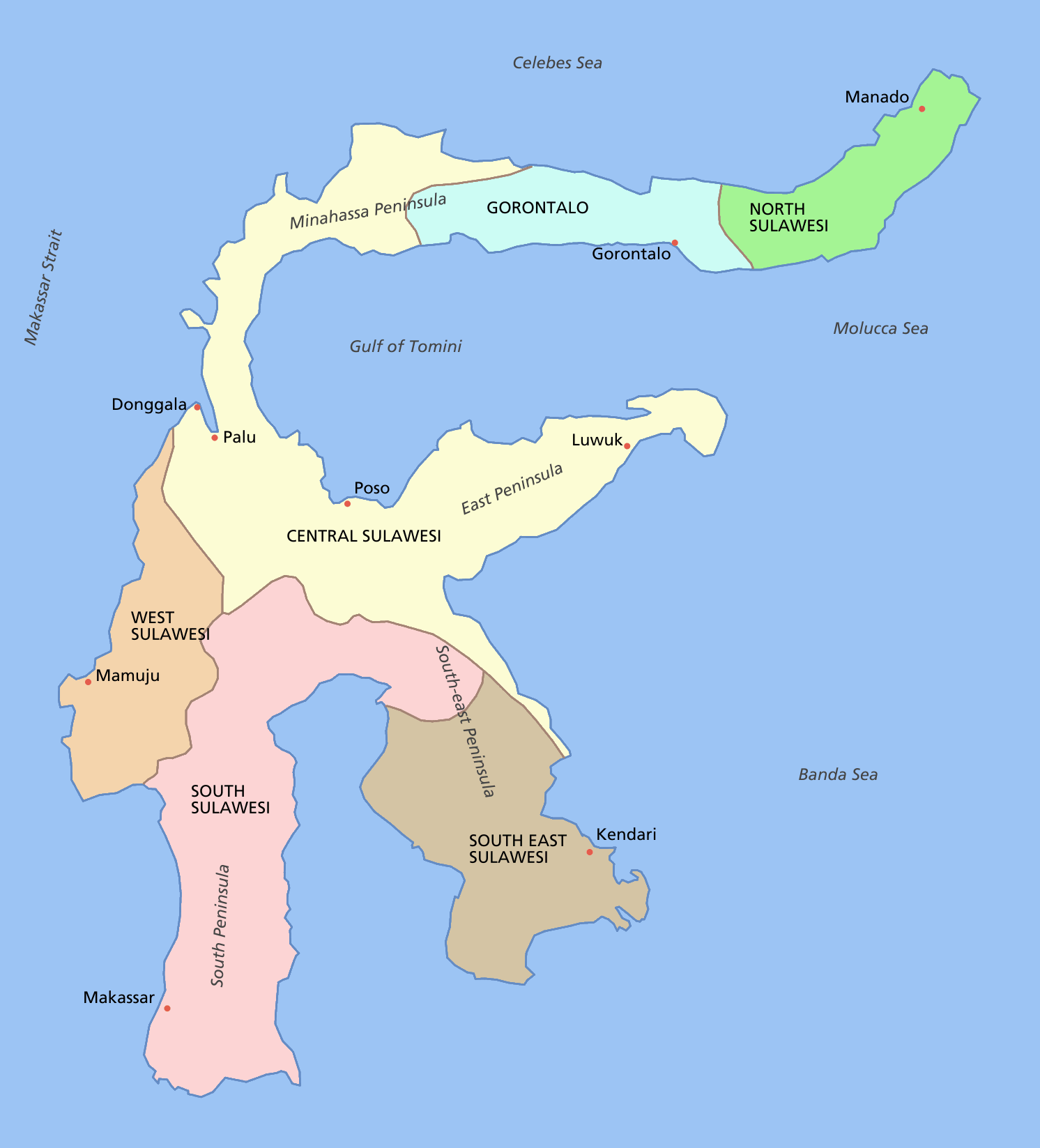
O Golfo de Bone fica na parte sul da ilha Celebes, entre a Península Sul e a Península Sudeste.

O Golfo de Bone (em indonésio:  Teluk Bone), por vezes grafado Golfo de Boni, é um golfo na parte sul da ilha Celebes, entre a Península Sul e a Península Sudeste. Abre a sul ao Mar de Banda.